# St Marylebone Parish Church

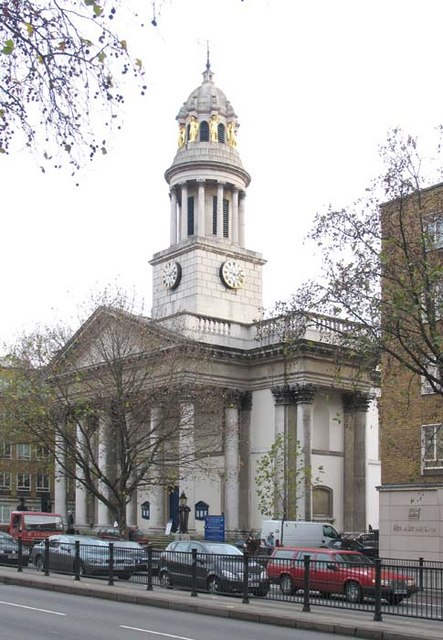
St Marylebone Parish Church, Fassade

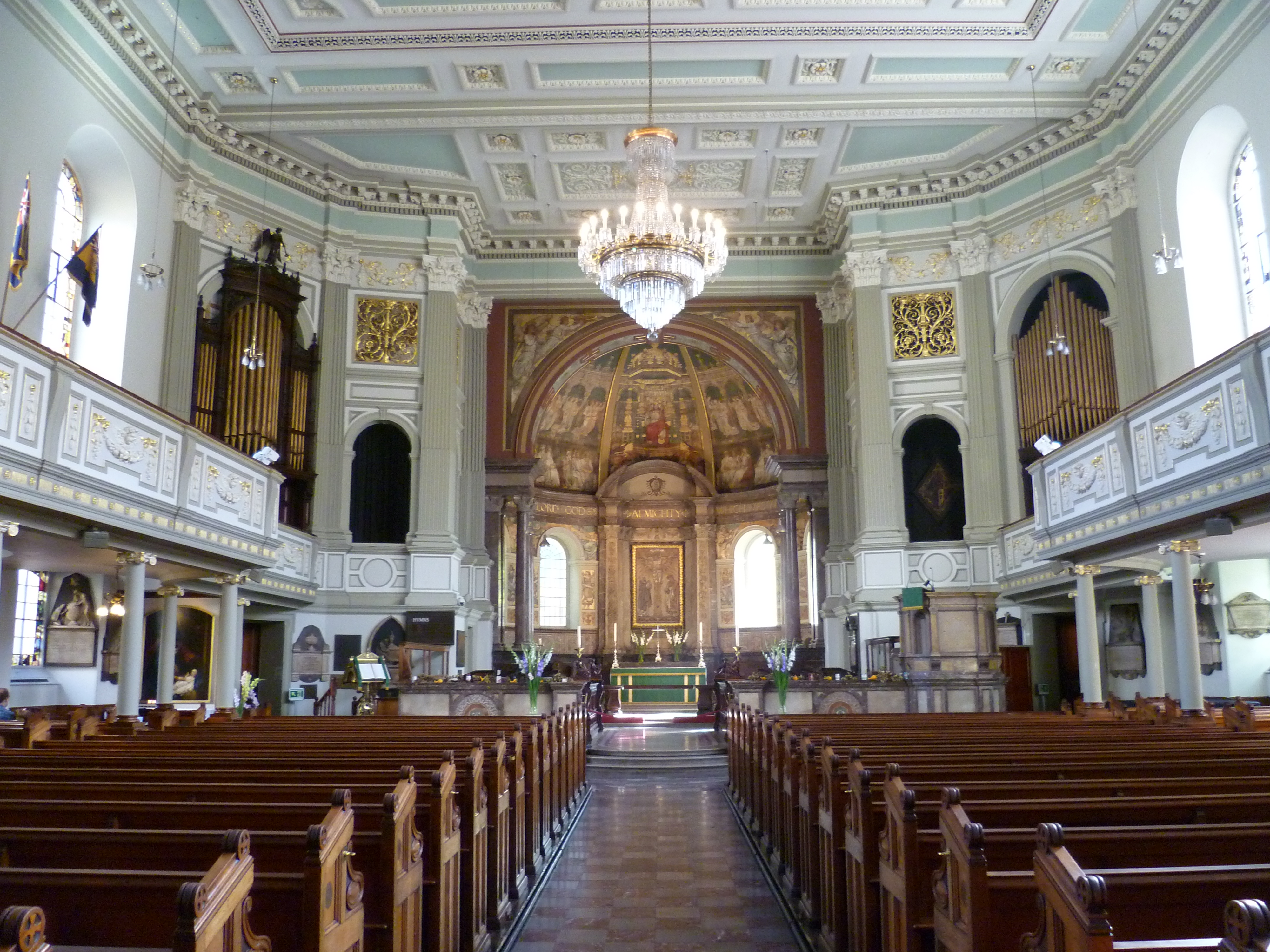
Innenraum

St Marylebone Parish Church  ist eine anglikanische Pfarrkirche im Londoner Innenstadtbezirk Marylebone.

## Geschichte
Im Jahre 1400 erhielt die Gemeinde die bischöfliche Erlaubnis, die bisherige mittelalterliche Johanneskirche abzubrechen und durch einen der Gottesmutter Maria geweihten Neubau an geeigneter Stelle zu ersetzen, der bis 1740 bestand und bis 1742 durch eine kleinere, bis 1949 bestehende Kirche ersetzt wurde. Im Jahr 1770 wurde William Chambers mit der Planung eines Kirchenneubaus beauftragt, der aber nicht realisiert wurde. Erst 1812 begann sein Schüler Thomas Hardwick mit dem Bau einer Kapelle, aber noch vor deren Fertigstellung fiel die Entscheidung zum Ausbau als selbständige Pfarrkirche für den neuentstandenen Bezirk, der seinen Namen von der Kirche empfing. Im Jahr 1882 führte der Architekt Thomas Harris eine Umgestaltung des Kircheninneren durch; ein Bombenschaden während des Zweiten Weltkriegs wurde bis 1949 beseitigt.

## Architektur
Anstelle des zunächst intendierten viersäuligen ionischen Portikus erhielt der Kirchenbau nun eine über die Bauflucht vorspringende achtsäulige übergiebelte Vorhalle mit drei Portalen nach dem Vorbild des Pantheon in Rom und statt einer Kuppel einen Turmaufbau, der den römischen Vestatempel nachahmt und dessen Kuppel von acht Karyatiden getragen wird. In ihrem Innern besaß die Kirche doppelgeschossige Emporen über gusseisernen Säulen. Bei ihrer Vollendung im Jahre 1817 hatten sich die Baukosten auf ca. £ 80.000 belaufen.

## Ausstattung

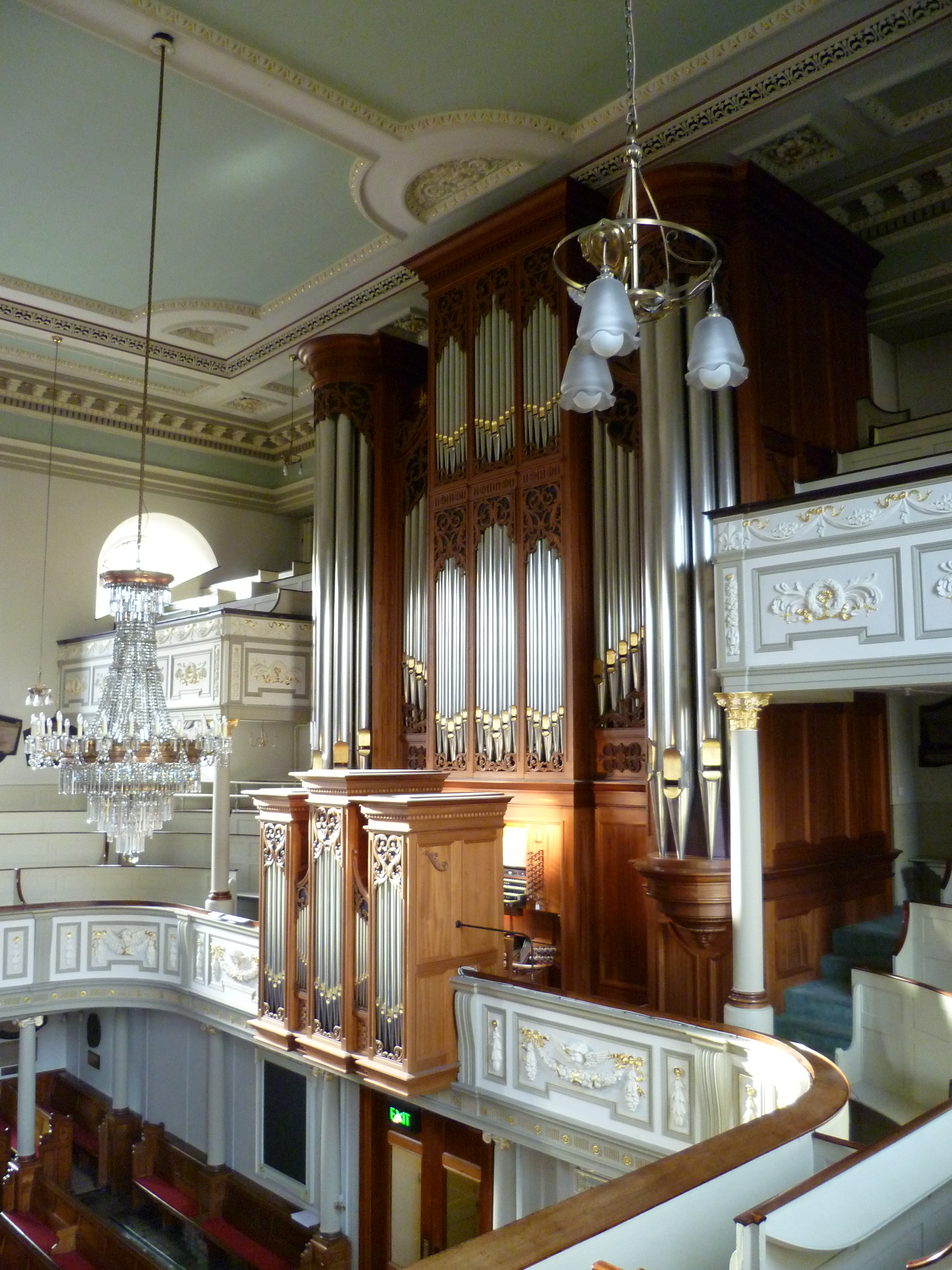
Orgel

Die Kirche besitzt seit 1987 anstelle der ursprünglich seitlich des Altarraums angebrachten Orgel ein viermanualiges Werk mit 52 Registern der Firma Rieger Orgelbau mit folgender Disposition:
| I Positiv C–c4 |        |
| Gedackt        | 8′     |
| Prinzipal      | 4′     |
| Rohrflöte      | 4′     |
| Nazard         | 2 ⁄3′  |
| Waldflöte      | 2′     |
| Tierce         | 1 3⁄5′ |
| Larigot        | 1 ⁄3′  |
| Scharff IV     | 1′     |
| Cromorne       | 8′     |
| Tremulant      |        |

| II Hauptwerk C–c4 |        |
| Quintatön         | 16′    |
| Prinzipal         | 08′    |
| Gedackt           | 08′    |
| Flute cônique     | 08′    |
| Octav             | 04′    |
| Flöte             | 04′    |
| Superoctav        | 02′    |
| Mixtur VI –VIII   | 02′    |
| Cymbale           | 02 ⁄3′ |
| Fagott            | 16′    |
| Trompete          | 08′    |

| III Schwellwerk C–c4 |         |
| Quintatön            | 16′     |
| Montre               | 08′     |
| Flûte                | 08′     |
| Viola                | 08′     |
| Célèste              | 08′     |
| Prestant             | 04′     |
| Flûte                | 04′     |
| Nazard               | 02 ⁄3′  |
| Doublette            | 02′     |
| Tierce               | 01 3⁄5′ |
| Sifflet              | 01′     |
| Mixtur VI            | 01 ⁄3′  |
| Hautbois             | 08′     |
| Voix humaine         | 08′     |
| Bombarde             | 16′     |
| Trompette harm.      | 08′     |
| Hautbois             | 08′     |
| Clairon              | 04′     |
| Tremulant            |         |

| IV Solowerk C–c4 |    |
| Trompette        | 8′ |
| Clairon          | 4′ |
| Cormet V         |    |

| Pedal C–f1 |        |
| Principal  | 16′    |
| Subbaß     | 16′    |
| Principal  | 08′    |
| Flöte      | 08′    |
| Octav      | 04′    |
| Flöte      | 04′    |
| Mixtur VI  | 02 ⁄3′ |
| Posaune    | 16′    |
| Trompete   | 08′    |
| Cornett    | 04′    |

- Koppeln: I/II, III/II, IV/II, III/I, I/P, II/P, III/P
- Setzeranlage